# الهام هاشمی
الهام هاشمی (متولد ۲۸ شهریور ۱۳۵۰ در شیراز) عضو سابق تیم ملی تیراندازی ایران مربی سابق تیم ملی سنگاپور و سرمربی سابق تیم ملی تیراندازی ایران نیز می‌باشد و هم‌اکنون سرمربی تیم ملی تیراندازی دانمارک است.وی دارای بالاترین مدرک مربیگری تیراندازی در جهان یعنی مدرک A از ISSF می باشد.

## افتخارات سرمربیگری
مدال طلای تفنگ بادی ۱۰ متر تیمی بانوان در مسابقات جام جهانی کرواسی ۲۰۲۱ (کسب مدال توسط نجمه خدمتی، فاطمه کرم‌زاده و آرمینا صادقیان)
مدال نقره تفنگ سه وضعیت ۵۰ متر تیمی بانوان در مسابقات تیراندازی قهرمانی آسیا ۲۰۱۹ (کسب مدال توسط الهه احمدی، مه‌لقا جام‌بزرگ و فاطمه کرم‌زاده)
مدال برنز تفنگ بادی ۱۰ متر تیمی بانوان در مسابقات تیراندازی قهرمانی آسیا ۲۰۱۹ (کسب مدال توسط نجمه خدمتی، فاطمه کرم‌زاده، حسنا توتونچی)
مدال برنز تفنگ بادی ۱۰ متر تیمی مردان در مسابقات تیراندازی قهرمانی آسیا ۲۰۱۹ (کسب مدال توسط مهیار صداقت، امیرمحمد نکونام، حسین باقری)
کسب سهمیه بازی‌های المپیک تابستانی ۲۰۲۰ توسط نجمه خدمتی، آرمینا صادقیان، مهیار صداقت، فاطمه کرم‌زاده با سرمربیگری خانم الهام هاشمی به دست آمده‌است. کسب سهمیه بازی‌های المپیک تابستانی ۲۰۲۰ توسط مهیار صداقت اولین کسب سهمیه تاریخ تیراندازی مردان ایران در رشته تفنگ سه وضعیت ۵۰ متر بوده‌است.
همچنین کسب دو مدال طلای بازیهای مشترک المنافع در سال ۲۰۱۸ و مدال برنز جام جهانی مونیخ به همراه شکستن رکورد جوانان جهان در رشته سه وضعیت زنان توسط مارتینا ولوسو عضو تیم ملی سنگاپور و کسب چندین مدال دیگر توسط تیراندازان سنگاپور از جمله نقره تیمی قهرمانی جوانان جهان در رشته تفنگ بادی در سال ۲۰۱۷ با مربیگری الهام هاشمی در سنگاپور به دست آمده است.